# Donja Trnava (Crveni krst)
Donja Trnava (em cirílico: Доња Трнава) é uma vila da Sérvia localizada no município de Crveni krst, pertencente ao distrito de Nišava, na região de Ponišavlje. A sua população era de 630 habitantes segundo o censo de 2011.

## Demografia
| 1948 | 1953 | 1961 | 1971 | 1981 | 1991 | 2002 | 2011 |
| ---- | ---- | ---- | ---- | ---- | ---- | ---- | ---- |
| 1010 | 972  | 987  | 866  | 829  | 728  | 697  | 630  |